# Linsey Godfrey
Linsey Godfrey (ur. 25 lipca 1988 w Stuart, na Florydzie) – amerykańska aktorka. W latach 2012–2016 występowała w głównej obsadzie opery mydlanej Moda na sukces jako Carolina Spencer Jr. Od 2017 roku jej postać pojawia się sporadycznie.

## Życiorys
Aktorka cierpiała na ziarnicę złośliwą. W celu leczenia, w 2006 roku, Linsey miała przerwę w aktorstwie.

## Filmografia

### Filmy
- 2008: Króliczek jako dziewczyna
- 2010: The Assignment jako Eliza
- 2010: Jack's Family Adventure jako Charlotte Vickery
- 2011: The Vestige jako Michelle
- 2012: Sighting jako Sarah
- 2012: The Culling jako Amanda

### Seriale
- 2005: One Tree Hill jako Barbara
- 2006: Surface jako Caitlin Blum
- 2006: Agenci NCIS jako Stephanie Phillips
- 2007: Dowody zbrodni jako Samantha ‘Sam’ Randall
- 2010: Suite Life: Nie ma to jak statek jako Willa Fink
- 2011: CSI: Kryminalne zagadki Miami jako Blair Hawkins
- 2011: Czarodzieje z Waverly Place jako Lucy
- 2012–2018: Moda na sukces jako Caroline Spencer Jr.
- od 2018: Dni naszego życia jako Sarah Horton